# Kriegerdenkmal Güssow

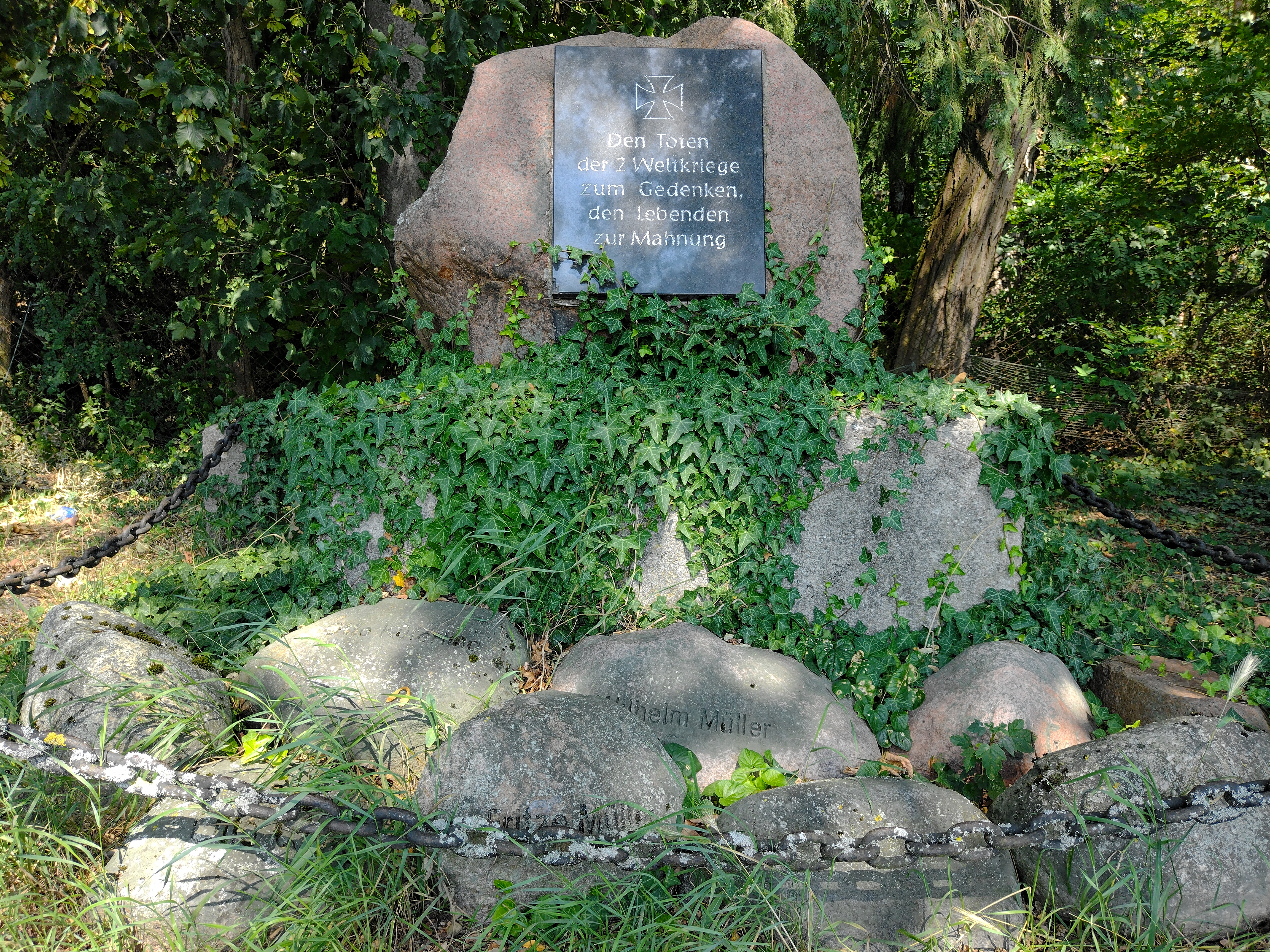
Kriegerdenkmal

Das Kriegerdenkmal Güssow ist ein denkmalgeschütztes Kriegerdenkmal im Ortsteil Güssow der Ortschaft Zabakuck der Stadt Jerichow in Sachsen-Anhalt. Im örtlichen Denkmalverzeichnis ist das Kriegerdenkmal unter der Erfassungsnummer 094 86798 als Baudenkmal verzeichnet.

## Gestaltung
Es handelt sich um einen großen Feldstein auf einem Betonsockel. An dem Feldstein ist eine Gedenktafel für die Gefallenen des Zweiten Weltkriegs angebracht. Davor befinden sich mehrere kleine Feldsteine, in die die Namen der Gefallenen des Ersten und Zweiten Weltkriegs ein graviert sind.

## Inschrift
Den Toten

des 2. Weltkrieges

zum Gedenken,

den Lebenden

zur Mahnung

## Quelle
- Gefallenendenkmal Güssow Online, abgerufen am 20. Juni 2017.